# Arachne
Arachne (græsk: ᾰ̓ρᾰ́χνη) er en ung kvinde fra græsk mytologi, som var særlig dygtig til at væve og blev forvandlet til en edderkop af gudinden Athena efter at have udfordret hende til en konkurrence i vævning. Fortællingen om Arachne er primært kendt fra værket metamorfoser, skrevet af den romerske digter Ovid.

## Ovids version af myten
Arachne fra Lydien var berømt for sin vævning. Da hun ikke ville dele berømmelsen, benægtede hun, at Athena, gudinde for håndværk, havde indflydelse på hendes evner og udfordrede gudinden til en dyst i vævning. Athena tog imod udfordringen og de begyndte at væve. Da Athena ikke kunne se nogen fejl i Arachnes værk, blev hun gal. Gudinden ødelagde værket og slog Arachne tre gange i hovedet. Det var en fornærmelse Arachne ikke kunne leve med, så hun prøvede at hænge sig selv, men da fik Athena medlidenhed med hende. Hun reddede Arachne, men forvandlede hende til en edderkop, som straf for hendes overmod.